# دایره (فیلم ۱۹۲۵)
دایره (انگلیسی: The Circle) فیلمی در ژانر درام به کارگردانی فرانک بورزیگی است که در سال ۱۹۲۵ منتشر شد.

## بازیگران
- النور بردمن
- الک بی. فرانسیس
- یوجینی بسرر
- جوآن کراوفورد
- کریتن هالی
- جورج فاست